# Yola (animal)
Yola es un género de coleópteros adéfagos de la familia Dytiscidae. 

## Especies seleccionadas
- Yola bertrandi	Guignot 1952
- Yola coellata
- Yola darfurensis	Balfour-Browne 1947
- Yola decorata	Guignot 1956
- Yola fluviatica	Guignot 1952